# Grubenriss

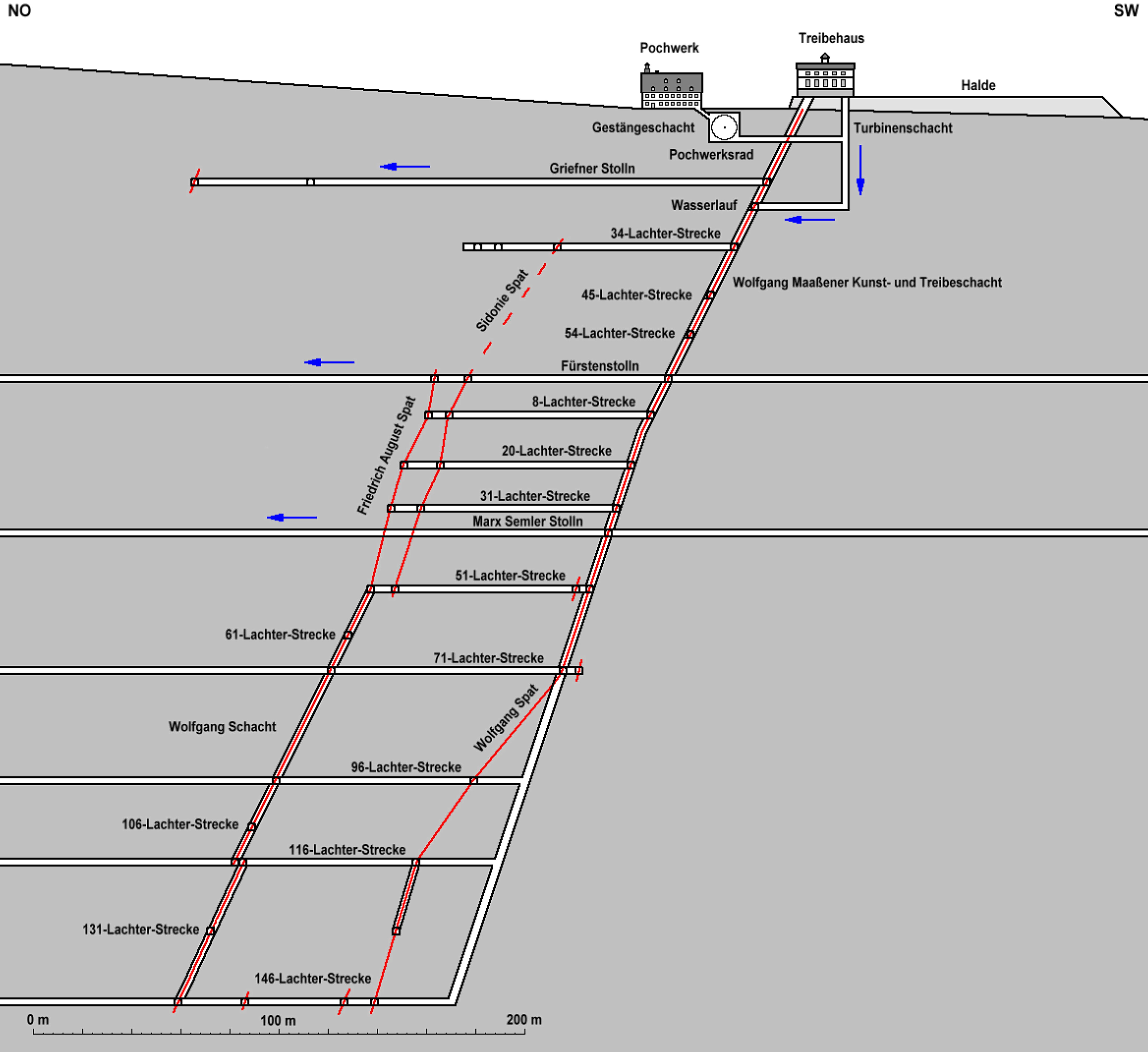
Saigerriß der Grube St. Wolfgang und Maaßen

3D-Modell einer Eisenerzmine

Ein Grubenriss ist im Vermessungswesen des Bergbaus (Markscheidewesen) eine topografische Zeichnung, auf der die Pläne einer Grube, einschließlich der Gesteine und der Ergebnisse von Vermessungsarbeiten, dargestellt sind.
Die Vermessungsarbeiten können unter und/oder über Tage vorgenommen sein. Unter Tage werden insbesondere Schächte, Stollen, Strecken und Abbauräume vermessen, über Tage Grundrisse zum Beispiel von Gebäuden, Straßen, Grundstücken erstellt. Ältere Grubenrisse enthalten oft Details in Ansichtsskizzen, insbesondere von Gebäuden.
Die ältesten Grubenrisse stammen aus dem 16. Jahrhundert. Ihre Zahl nahm im 17. und 18. Jahrhundert zu.
Grubenrisse erlauben auch die Identifizierung von Grubennamen für Halden und andere bergbauliche Überreste im Gelände.